# Lars Foss
Lars Erling Foss, född 15 september 1924 i Paris i Frankrike, död 24 augusti 2007, var en dansk ingenjör och vd för BT Kemi.

## Biografi
Lars Foss var civilingenjör. Han tillhörde den danska företagarfamiljen Foss och inledde sin karriär med direktörsposter i Sadolin & Holmblad. År 1960 blev han självständig företagsledare med Lars Foss Kemi, som hade företag i hela Skandinavien. Samtidigt satt han i styrelsen för Foss-gruppens koncernföretag. Vid 66 års ålder grundade han Fossnit A/S, som tillverkade konstgjord julsnö, och 1994 patenterade han en allergivänlig kudde och täckfyllningar samt började producera filtar och kuddar i stor stil i bolaget Fossfill A/S.

## BT-Kemiskandalen
I Sverige är Foss känd för att i en TV-intervju i november 1975 ha druckit fenoxisyra, en substans som används vid tillverkningen av växtbekämpningsmedlet Hormoslyr. Felaktiga rykten har gjort gällande att Foss skulle ha avlidit (i cancer) kort efter detta. Så var dock inte fallet; Foss levde ytterligare 31 år och avled först 2007 i en ålder av närmare 83 år. Påståendet om Foss tidiga död har bland annat dykt upp i Kanal 5:s 100 höjdare år 2004 samt i Aftonbladets Dagens Gormander år 2003.